# 劉行素
劉行素（1521年—？），字易甫，號得菴，直隸保定府安州高陽縣（今河北省高陽縣）人，明朝政治人物。

## 生平
嘉靖二十五年（1546年）丙午科順天府鄉試第八十名舉人，三十五年（1556年）丙辰科会试二百十五名，三甲第三名進士。都察院观政，授中書舍人，三十八年九月考选南京浙江道試監察御史。三十九年六月實授，四十一年二月升山西佥事，四十三年升河南参议，四十五年升副使。隆慶三年九月起调陕西副使，六年二月调贵州，整饬都清等处兵备。萬曆元年（1573年）歸田。

## 家族
曾祖劉銘；祖父劉景祥，封刑部員外郎；父劉恩，曾任布政司左參議。母高氏（封宜人）。弟行可、行簡（生员）、行忠、行恕、行義。